# Love, Simon
Love, Simon (traduïda al català: Amb amor, Simon) és una pel·lícula estatunidenca de l'any 2019, produïda per 20th Century Fox, dirigida per Greg Berlanti i escrita per Isaac Aptakar i Elizabeth Berger. A més, aquesta cinta està basada en el llibre Simon vs. the Homo Sapiens Agenda, escrit l'any 2015 per Becky Albertalli. D'altra banda, aquest és un film juvenil de gènere romàntic i comèdia dramàtica.
Va destacar molt per ser la primera pel·lícula produïda per un dels grans estudis en tractar un amor adolescent homosexual.

## Repartiment[4]
- Nick Robinson - Simon Spier
  - Bryson Pitts - Simon Spier (als 10 anys)
  - Nye Reynolds - Simon Spier (als 5 anys)
- Katherine Langford - Leah Burke (amiga de Simon)
- Alexandra Shipp - Abby Susso (amiga de Simon)
- Jorge Lendeborg Jr. - Nick Eisner (amic de Simon)
- Josh Duhamel - Jack Spier (pare de Simon)
- Jennifer Garner - Emily Spier (mare de Simon)
- Talitha Bateman - Nora Spier (germana de Simon)
  - Skye Mowbray - Nora Spier (als 6 anys)
- Keiynan Lonsdale - Abraham "Bram" Greenfeld (company de classe de Simon)
- Miles Heizer - Cal Price (company de teatre musical i de classe de Simon)
- Logan Miller - Martin Addison (company de classe de Simon i qui li fa xantatge)
- Drew Starkey - Garrett Laughlin (company de classe de Simon)
- Clark Moore - Ethan (company de classe de Simon)
- Joey Pollari - Lyle (cambrer i company de classe de Simon)
- Mackenzie Lintz - Taylor Metternich (companya de teatre musical i de classe de Simon)
- Tony Hale - Mr. Worth (subdirector)
- Natasha Rothwell - Ms. Albright (professora d'art dramàtic)

## Argument
En Simon Spier és un estudiant de secundària homosexual que viu a Atlanta i que encara no ha revelat la seva homosexualitat. Té una família bona i amorosa, els seus pares l'Emily i en Jack i la seva germana, la Nora, i tres millors amics: en Nick i la Leah, que són amics de tota la vida, i l'Abby, acabada d'arribar de Washington D.C.. Un dia, la Leah informa a en Simon de la confessió en línia d'un estudiant gai anònim, conegut simplement pel pseudònim “Blue”. En Simon hi inicia una conversa fent servir l'àlies “Jacques”. Els dos s'intercanvien detalls personals, i acaben formant una amistat. Tot i el secretisme, els missatges són descoberts per accident per un altre estudiant, en Martin, que està enamorat de l'Abby i fa xantatge a en Simon amb les fotos dels correus, perquè l'ajudi a aconseguir l'amor de l'Abby.
En Simon comença a sospitar que en Bram, un company seu, és en "Blue", i a la festa de Halloween, intenta apropar-s'hi, tot per acabant veure'l besant una noia. En Nick confessa a en Simon els seus sentiments per l'Abby. En recordar el xantatge d'en Martin, Simon li esmenta que l'Abby té un universitari com a parella. La Leah i en Simon tornen a casa, ella li parla vagament de com sent com si fos el seu destí estar enamorada d'algú molt intensament, i en Simon creu que es refereix al seu amic, en Nick.
Més tard, en Simon es troba amb l'Abby i en Martin en un restaurant, ja que en Simon ha demanat que practiquin els seus guions per al musical imminent. Aquí, en Simon coneix un noi anomenat Lyle, del qual sospita ésser "Blue", a la vegada, en Martin i l'Abby es fan amics. Aquesta nit, en Simon surt de l'armari i se sent reafirmat quan l'Abby hi reacciona positivament. En un partit de futbol americà, es troba amb en Lyle i intenta convidar-lo per sortir. Tot i així, en Simon descobreix que a en Lyle li agrada l'Abby. i, molest, recomana a en Martin que faci alguna cosa gran per a cridar la seva atenció. Durant l'himne nacional, en Martin, vestit de la mascota de l'escola, agafa el micròfon i declara el seu amor per l'Abby davant de tot el públic, però ella respon que l'amor que ell sent no és recíproc.
La Nit de Nadal, en Martin puja les fotos al fòrum en línia de l'escola, tot revelant la identitat d'en Simon. La Nora denuncia les fotos i aconsegueix que siguin esborrades, però no abans que tot l'institut les hagi vistes. En Simon, desconsolat, ignora les trucades i missatges dels seus amics. El matí del Dia de Nadal, en Simon surt de l'armari davant els seus pares, que queden sorpresos, però li donen suport. En "Blue" talla el contacte amb en Simon i esborra el seu correu electrònic. Després de Nadal, en Nick i l'Abby s'assabenten que en Simon la manipulava perquè quedés amb en Martin, i s'enfaden amb ell per les seves mentides. Leah confessa que estava enamorada d'en Simon, no d'en Nick, i està molesta perquè li ho va dir abans a l'Abby, que era gai. A l'escola, en Simon intenta determinar la identitat d'en "Blue", però sense èxit. A la cafeteria, en Simon i un altre estudiant gai, l'Ethan, són humiliats públicament. Els dos discuteixen les dificultats entorn de ser gai.
Després que els seus pares el consolin, en Simon demana disculpes a la Leah, i admet que està enamorat d'en "Blue". Ella l'ajuda a millorar la seva relació amb en Nick i l'Abby. En Simon publica una confessió en la qual cerca en "Blue" i li demana que reveli la seva identitat. A la desfilada d'hivern, en Bram s'asseu amb en Simon i li revela que en "Blue" era ell i assegurant-li que el petó amb la noia de la festa de Halloween va ser fruit de la seva embriaguesa. Els dos es besen, davant de crits d'ovació dels seus amics i de la resta de l'institut.
La vida d'en Simon torna a la normalitat i comença una relació amb en Bram. A més, en el blog de l'institut comencen a aparèixer confessions signades d'altres estudiants amb secrets, inspirats pel coratge d'en Simon. La pel·lícula acaba amb en Simon abandonant la rutina diària, instant a tothom de ser feliços.

## Personatges
Simon Spier (Nick Robinson): Simon és un noi gai de setze anys que encara no ha sortit de l'armari. Parla amb el pseudònim Jaques amb en Blue, un company gai de l'escola. No és popular a l'institut, però té un grup d'amics. És divertit i tranquil, tot i que a vegades és una mica dramàtic, ja que és molt apassionat. Més endavant demostra el seu caràcter valent quan revela que és homosexual.
Blue (Keiynan Lonsdale, Miles Heizer i Joey Pollari): Blue és el pseudònim d'un noi gai de la mateixa escola que en Simon. Ell va confessar que era gai, per primer cop, anònimament en una pàgina web del curs. Més endavant, Simon el contacta per E-mail i s'envien correus l'un a l'altre sense saber qui són. Blue, és un noi a qui li agrada molt escriure i hi té talent. Simon sospita que Blue és el Cal Price, el Bram Greenfield, el Lyle i el Martin Addison.
Leah Bruke (Katherine Langford): Leah és una noia musculosa de disset anys, de cabells castanys i ulls blaus, insegura i reservada, a la vegada que és intel·ligent, simpàtica, divertida i treballadora.. És la millor amiga de Simon i Nick.
Abby Susso (Alexandra Shipp): Abby és una noia de disset anys afroamericana amb els ulls marrons i els cabells afro castanys, originària de Washington D.C.. É extravertida, simpàtica, divertida i dolça amb tothom, motiu pel qual es fa de seguida amiga íntima d'en Simon i els seus companys.
Nick Eisner (Jorge Lendeborg Jr.): Nick és un noi de 17 anys que juga a futbol amb en Bram i en Garret. D'ascendència africana, té la pell negra, cabells castanys i ulls marrons. És amic d'en Simon i la Leah des de sempre. És simpàtic, innocent, rialler i extravertit i està enamorat de l'Abby Susso.
Martin Addison (Logan Miller): Martin és un noi de disset anys que va a classe amb en Simon. Pel que fa a la seva personalitat, Martin és un noi una mica estrany, i és conegut com el pallasso de la classe. No obstant això, és noi alegre i simpàtic. Tot i que és divertit no cau bé a en Simon i els seus amics. Aquest té un gran amor platònic en l'Abby Susso, però ella no li fa cas. El personatge d'en Martin és molt important a la història, ja que és ell qui descobreix els correus entre el Simon i el Blue i els utilitza per fer xantatge al Simon, per aconseguir que l'apropi a l'Abby.
Jack Spier (Josh Duhamel): Jack és el pare d'en Simon. Simon el defineix com el "típic" quarterback guapo, que es va casar amb la noia llesta i guapa de la classe, l'Emily Spier. Pel que fa a la seva personalitat, és un home divertit, sensible, i optimista que es preocupa pels seus fills. Per la seva edat, a vegades fa bromes de mal gust de manera inconscient, cosa de la qual se n'adona quan el seu fill surt de l'armari.
Emily Spier (Jennifer Garner): Emily és la mare d'en Simon. Té els ulls marrons i els cabells castanys. És una mare comprensiva, amable i que dona suport als seus fills en tot el que fan. És psicòloga, per això quan en Simon surt de l'armari troba les paraules perfectes per explicar-li que és normal i que clarament segueix sent la mateixa persona i el segueixen estimant.
Nora Spier (Talitha Bateman): Nora és la germana petita d'en Simon. Té catorze anys. És una noia rossa, cabells curts i ulls marrons. És una noia alegre, simpàtica, entusiasta, encara que a vegades acaba embolicada en algun enfrontament.
Bram Greenfield (Keiynan Lonsdale): Bram és un noi afroamericà de disset anys que seu a la taula del menjador amb en Simon, ja que és amic d'en Nick Eisner i en Garret perquè hi juga a futbol. És tímid, però divertit, amable i afectuós. (Espòiler) Al final de la pel·lícula es descobreix que és en Blue.
Lyle (Joey Pollari): Lyle és un company de classe d'en Simon i un treballador de la «Casa dels gofres», lloc on van Simon, Abby i Martin a assajar l'obra de teatre. Mentre estan demanant el menjar, Simon es pensa que Lyle està lligant amb ell i que podria ser Blue.
Cal Price (Miles Heizer): És un noi de setze anys, company d'en Simon a l'obra de teatre. És molt simpàtic amb en Simon i per un moment determinat de la pel·lícula es pensa que podria ser en Blue.
Ethan (Clark Moore): És un noi de disset anys moreno de pell i de cabells. Porta ulleres i sempre mira d'anar ben vestit. És l'únic en tot l'institut que és obertament homosexual. Quan descobreix que el Simon és gai, l'Ethan hi parla per ajudar-lo.
Garrett (Drew Starkey): És un noi de disset anys que seu a la taula del menjador amb en Simon, ja que és amic d'en Nick Eisner i d'en Bram Greenfield, perquè hi juga a futbol.
Taylor Metternich (Mackenzie Lintz): És una noia de disset anys que és companya d'en Simon a l'obra de teatre.
Sra. Albright (Natasha Rothwell): És una dona d'uns quaranta anys que dirigeix l'obra de teatre de l'escola. És qui atura l'assetjament homòfob a la cafeteria.
Sr. Worth (Tony Hale): És el subdirector de l'escola d'en Simon, amb qui s'identifica molt.

## Banda sonora
La banda sonora de la pel·lícula inclou música de Troye Sivan, Bleachers, Amy Shark, Brenton Wood, The 1975, Normani Kordei i Khalid, entre d'altres.

### Tràiler
|    | Cançó                                      | Autor                                                                                           |
| -- | ------------------------------------------ | ----------------------------------------------------------------------------------------------- |
| 1  | The Oogum Boogum Song                      | Brenton Wood                                                                                    |
| 2  | The Spier House                            | Rob Simonsen*                                                                                   |
| 3  | Rollercoaster                              | Bleachers                                                                                       |
| 4  | Love Me                                    | The 1975                                                                                        |
| 5  | Heaven                                     | Warrant                                                                                         |
| 6  | Waterloo Sunset (Stereo Mix)               | The Kinks                                                                                       |
| 7  | Simon and Blue                             | Rob Simonsen*                                                                                   |
| 8  | The Ballad of Mona Lisa                    | Panic! at the disco                                                                             |
| 9  | Creekwood High                             | Rob Simonsen*                                                                                   |
| 10 | Gonna Get Some Air                         | Rob Simonsen*                                                                                   |
| 11 | Diamond                                    | Monakr                                                                                          |
| 12 | Love Lies                                  | Khalid, Normani                                                                                 |
| 13 | Nobody Speak (feat. Run the Jewels)        | DJ Shadow                                                                                       |
| 14 | Feel It Still                              | Portugal The Man                                                                                |
| 15 | NO                                         | Meghan Trainor                                                                                  |
| 16 | Never Fall In Love                         | Jack Antonoff, MØ                                                                               |
| 17 | As Long As You Love Me (feat. Big Sean)    | Justin Bieber                                                                                   |
| 18 | Out The Speakers (feat. Rich Kidz)         | A-Trak, Milo & Otis                                                                             |
| 19 | Add It Up                                  | Violent Femmes                                                                                  |
| 20 | Monster Mash                               | Bobby “boris” Pickett & The Crypt-Kickers                                                       |
| 21 | Skin In                                    | Julia Michaels (compositora) Amy Shark (interpret)                                              |
| 22 | Coming out Straight                        | Rob Simonsen*                                                                                   |
| 23 | I Wanna Dance with Somebody (Who Loves Me) | Whitney Houston                                                                                 |
| 24 | New Message                                | Rob Simonsen*                                                                                   |
| 25 | Someday at Christmas                       | The Jackson 5                                                                                   |
| 26 | Abbey Deserves a Superhero                 | Rob Simonsen*                                                                                   |
| 27 | Strawberries & Cigarettes                  | Troye Sivan                                                                                     |
| 28 | Car Confessions                            | Rob Simonsen*                                                                                   |
| 29 | Vacation in the Middle of Nowhere          | Rob Simonsen*                                                                                   |
| 30 | Homecoming                                 | Rob Simonsen*                                                                                   |
| 31 | Doves                                      | Rob Simonsen*                                                                                   |
| 32 | Promise Me You Won't Disappear             | Rob Simonsen*                                                                                   |
| 33 | Something I Want to Tell You               | Rob Simonsen*                                                                                   |
| 34 | You Get to Breath Now                      | Rob Simonsen*                                                                                   |
| 35 | I Shouldn't Have Missed It                 | Rob Simonsen*                                                                                   |
| 36 | Shine A Light                              | Banners                                                                                         |
| 37 | Change is Exhausting                       | Rob Simonsen*                                                                                   |
| 38 | Love, Simon                                | Rob Simonsen*                                                                                   |
| 39 | Tell Me About Blue                         | Rob Simonsen*                                                                                   |
| 40 | Wings                                      | Hearts                                                                                          |
| 41 | You Know Where to Find Me                  | Rob Simonsen*                                                                                   |
| 42 | Aftermath                                  | Rob Simonsen*                                                                                   |
| 43 | Wild Heart                                 | Bleachers                                                                                       |
| 44 | Alfie’s Song (Not So Typical Love Song)    | Bleachers                                                                                       |
| 45 | Beautiful Life                             | Raphael Lake                                                                                    |
| 46 | Keeping a Secret                           | Bleachers                                                                                       |
| 47 | Came 2 Party                               | Chuck Preston                                                                                   |
| 48 | What Is Love                               | Dee Dee Halligan & Junior Torello (compositor) University of Michigan Marching Band (interpret) |
| 49 | Who Let the Dogs Out                       | Anslem Douglas                                                                                  |
| 50 | Cabaret: Act 1: Willkommen                 | John Kander i Fred Ebb                                                                          |
| 51 | Bad Romance                                | Lady Gaga (compositora/original) University of Michigan Marching Band (interpret)               |
| 52 | The Star Spangled Banner                   | Francis Scott Key                                                                               |
| 53 | Super Freak                                | Rick James                                                                                      |

Rob Simonsen*: Rob és el compositor de la banda sonora d'aquesta pel·lícula.

## Crítiques
Love, Simon va tenir bones crítiques per ser la primera història d'amor gai que feia 20th Century-Fox. La pel·lícula va rebre a Rotten Tomatoes un 92% d'aprovació sobre la base de 219 crítics i un 88% d'aprovació del públic, 7.359 persones. A Metacritic va rebre un 72% d'aprovació per part de 38 crítics i un 81% per part dels usuaris (277 persones). També a The Guardian, Deadline Hollywood, Screen Rant i a GamesRadar va obtenir quatre estrelles de cinc. Per acabar, els usuaris d'IDMB la van valorar amb un 8,1 sobre 10.

## Premis
| PREMI                                              | DATA       | CATEGORIA                                                           | NOMINATS                                                                                | RESULTAT |
| -------------------------------------------------- | ---------- | ------------------------------------------------------------------- | --------------------------------------------------------------------------------------- | -------- |
| Black Reel Awards                                  | 9/10/2019  | Millor cançó original o adaptada                                    | Khalid i Normani per la cançó “Love Lies”                                               | Nominat  |
| CinEuphoria Awards                                 | 2019       | Millor actriu de repartiment                                        | Jennifer Garner (Emily Spier)                                                           | Nominat  |
| GALECA: The Society of LGBTQ Entretainment Critics | 28/03/2019 | Pel·lícula LGBTQ de l'any                                           | Love, Simon                                                                             | Nominat  |
| Georgia Film Critics Association (GAFCA)           | 2019       | Excel·lència en el cinema de Georgia                                | Love, Simon                                                                             | Nominat  |
| GLAAD Media Awards                                 | 28/03/2019 | Millor pel·lícula                                                   | Love, Simon                                                                             | Guanyat  |
| Golden Trailer Awards                              | 31/05/2018 | Millor campanya de teaser                                           | 20th Century Fox i Works ADV per "Love, Simon LA billboard" (LA cartellera)             | Guanyat  |
| Golden Trailer Awards                              | 31/05/2018 | Millor tràiler de romanç                                            | 20th Century Fox i Transit per "Courage"                                                | Nominat  |
| Golden Trailer Awards                              | 31/05/2018 | Millor romanç en televisió                                          | 20th Century Fox i Aspect per "Digital Heart"                                           | Nominat  |
| Golden Trailer Awards                              | 31/05/2018 | Millor cartellera                                                   | 20th Century Fox i Works ADV per "Love, Simon Love Letter Wildposts"                    | Nominat  |
| Guild of Music Supervisors Awards                  | 2019       | Millor música per pel·lícules amb pressupost més baix de 25 dollars | Season Kent                                                                             | Nominat  |
| International Online Cinema Awards (INOCA)         | 2018       | Millor pel·lícula                                                   | Love, Simon                                                                             | Nominat  |
| International Online Cinema Awards (INOCA)         | 2018       | Millor actor                                                        | Nick Robinson (Simon Spier)                                                             | Nominat  |
| International Online Cinema Awards (INOCA)         | 2018       | Millor adaptació                                                    | Elizabeth Berger Isaac Aptaker                                                          | Nominat  |
| International Online Cinema Awards (INOCA)         | 2018       | Millor cançó original                                               | Jack Antonoff, Ilsey Juber i Harry Styles per "Alfie's Song (Not So Typical Love Song)" | Nominat  |
| International Online Cinema Awards (INOCA)         | 2018       | Millor càsting                                                      | Love, Simon                                                                             | Nominat  |
| Kansas City Film Critics Circle Awards             | 2018       | Millor film LGTB                                                    | Love, Simon                                                                             | Nominat  |
| Legionnaires of Laughter Legacy Awards             | 2018       | Millor comèdia escrita - pel·lícula                                 | Elizabeth Berger Isaac Aptaker Becky Albertalli                                         | Nominat  |
| MTV Movie + TV Awards                              | 18/06/2018 | Millor petó                                                         | Nick Robinson (Simon Spier) Keiynan Lonsdale (Blue)                                     | Guanyat  |
| Online Film & Television Association               | 2019       | Millor funció d'avanç                                               | Nick Robinson (Simon Spier)                                                             | Nominat  |
| People's Choice Awards, USA                        | 11/10/2018 | Pel·lícula de comèdia preferida                                     | Love, Simon                                                                             | Nominat  |
| People's Choice Awards, USA                        | 11/10/2018 | Personatge masculí preferit en una pel·lícula                       | Nick Robinson (Simon Spier)                                                             | Nominat  |
| People's Choice Awards, USA                        | 11/10/2018 | Personatge preferit en una pel·lícula                               | Nick Robinson (Simon Spier)                                                             | Nominat  |
| Satellite Awards                                   | 17/02/2019 | Millor actor en una pel·lícula de comèdia o musical                 | Nick Robinson (Simon Spier)                                                             | Nominat  |
| Satellite Awards                                   | 17/02/2019 | Millor cançó original                                               | Troye Sivan per "Strawberries & Cigarettes"                                             | Nominat  |
| Schwule Filmwoche Freiburg                         | 2018       | Pel·lícula preferida de l'audiència                                 | Greg Berlanti (Love, Simon)                                                             | Nominat  |
| Teen Choice Awards                                 | 12/08/2018 | Pel·lícula preferida de comèdia                                     | Love, Simon                                                                             | Guanyat  |
| Teen Choice Awards                                 | 12/08/2018 | Estrella revelació                                                  | Nick Robinson (Simon Spier)                                                             | Guanyat  |
| Teen Choice Awards                                 | 12/08/2018 | Parella preferida d'una pel·lícula                                  | Nick Robinson (Simon Spier) Keiynan Lonsdale (Blue)                                     | Nominat  |
| Festival Internacional de Cinema de Valladolid     | 2018       | Millor llargmetratge                                                | Greg Berlanti (Love, Simon)                                                             | Guanyat  |